# Кобилкіно (Нижньогородська область)
Кобилкіно (рос. Кобылкино) — присілок в Вачському районі Нижньогородської області Російської Федерації.
Населення становить 4 особи. Входить до складу муніципального утворення Чулковська сільрада.

## Історія
Від 2009 року входить до складу муніципального утворення Чулковська сільрада.

## Населення
| 1859 | 1905 | 1926 | 1999 | 2002 | 2010 |
| ---- | ---- | ---- | ---- | ---- | ---- |
| 141  | ↗159 | ↗181 | ↘14  | ↘11  | ↘4   |